# Droga I/59 (Słowacja)
Droga krajowa 59 (słow. Cesta I/59) – droga krajowa I kategorii na Słowacji biegnąca z północy – od dawnego przejścia granicznego z Polską w Chyżnem na Orawie przez Rużomberk do Bańskiej Bystrzycy. Arteria jest jednojezdniowa. Jej przedłużeniem na południe od Bańskiej Bystrzycy jest droga ekspresowa R1. W miejscowości Donovaly, leżącej przy trasie, znajduje się duży ośrodek narciarski.
W latach 70. i 80. XX wieku droga stanowiła część trasy międzynarodowej T7, łączącej Kraków z Budapesztem.

## Przypisy

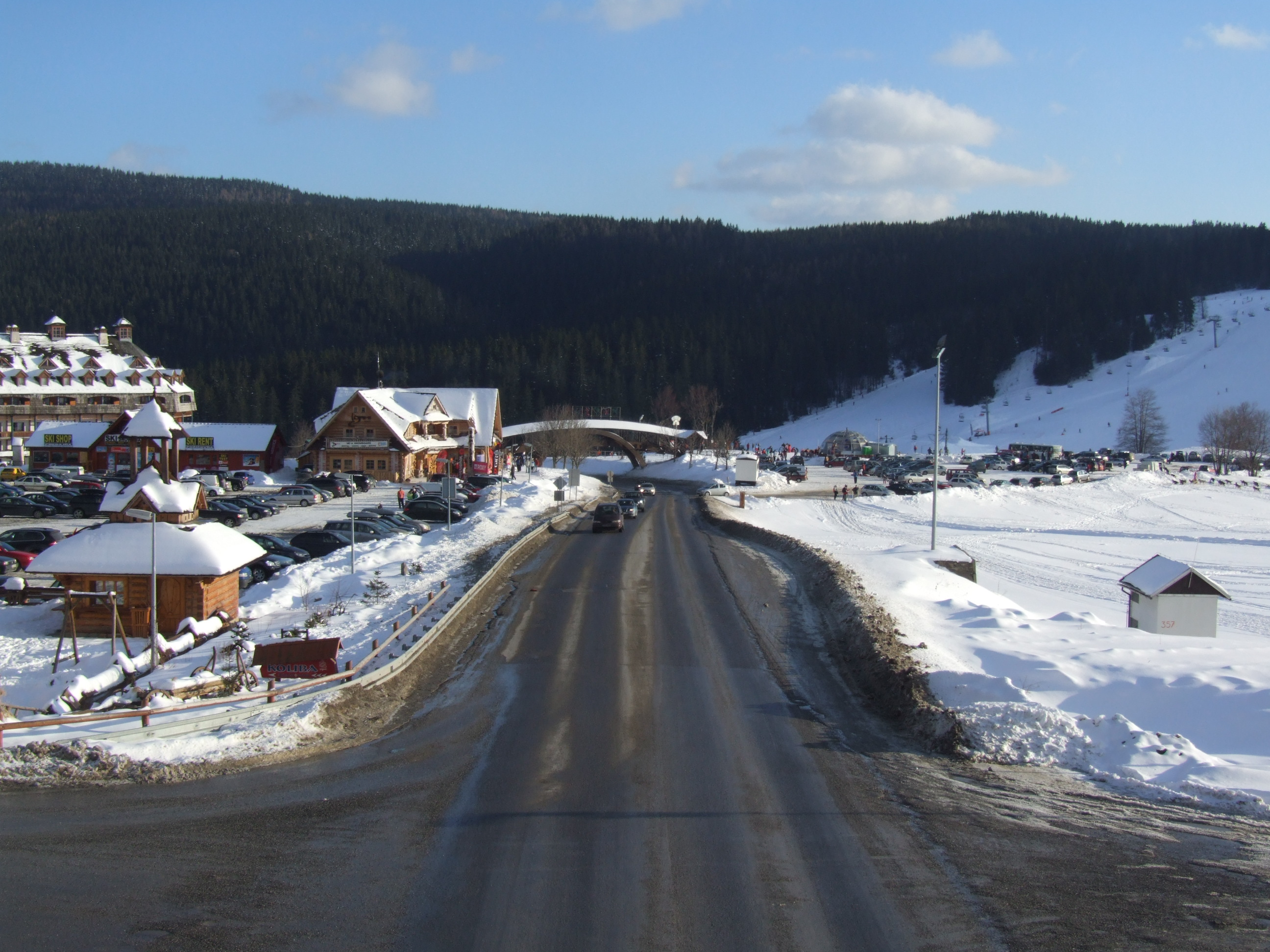
Droga krajowa nr 59 w miejscowości Donovaly - kierunek Rużomberk